# Robert Bruce Merrifield
Robert Bruce Merrifield (Fort Worth, 15 luglio 1921 – 14 maggio 2006) è stato un biochimico statunitense che vinse il premio Nobel per la chimica nel 1984 per l'invenzione del processo della sintesi proteica in fase solida, che sostituì la normale sintesi peptidica considerata sconveniente.
Con la sintesi di Merrifield si possono sintetizzare polipeptidi di grandi dimensioni in modo automatizzato.
Gli amminoacidi (costituenti delle proteine) si legano dall'estremità N terminale.
La sintesi avviene su un supporto polimerico di resina di polistirene clorometilato.

## Biografia

Sintesi peptidica in fase solida

Nato a Fort Worth, Texas era figlio unico di George E. Merrifield e Lorene née Lucas. Nel 1923 si trasferisce in California, dove, dopo aver frequentato nove diverse scuole elementari e due licei, si diploma nel 1939 al liceo di Montebello; è qui che scopre l'interesse per la chimica e l'astronomia.

Dopo due anni trascorsi al college di Pasadena si trasferisce all'Università della California, Los Angeles. Dopo essersi laureato in chimica lavora per un anno presso la Philip R. Park Research Foundation, dove si prende cura di una colonia di animali e assiste con esperimenti di crescita sugli aminoacidi. Uno di questi è stato l'esperimento di Geiger che per primo ha dimostrato che gli aminoacidi essenziali devono essere presenti entrambi contemporaneamente affinché si verifichi la crescita.
Torna a scuola di specializzazione presso la facoltà di chimica della UCLA con il professore di biochimica M.S. Dunn per la specializzazione in sviluppo di metodi microbiologici per la quantizzazione delle pirimidine. Il giorno dopo la laurea il 19 giugno 1949, sposò Elizabeth Furlong e il giorno dopo partì per New York City e il Rockefeller Institute for Medical Research.